# Campeonato Mundial de Atletismo de 2007
Campeonato Mundial de Atletismo de 2007 foi a edição bienal do esporte realizada em Osaka, no Japão, entre 24 de agosto e 2 de setembro de 2007, sob organização da Associação Internacional de Federações de Atletismo e da Associação Japonesa de Federações de Atletismo. Pela primeira vez o número de nações participantes chegou a 200, a maior de todas as edições, com a participação de 1973 atletas. Foi a segunda vez que o Japão sediou o campeonato, dezesseis anos depois de Tóquio 1991. As competições foram disputadas no Estádio Nagai.
Depois de sua candidatura mal sucedida de sediar os Jogos Olímpicos de 2008, outorgados a Pequim durante a convenção do Comitê Olímpico Internacional em 2001, em Moscou, Osaka interessou-se por sediar o Campeonato Mundial de Atletismo de 2007. Um mês antes do anúncio oficial da escolha, as demais cidades postulantes, Budapeste e Berlim, retiraram sua candidatura, fazendo de Osaka a única concorrente, sendo anunciada como próxima sede em dezembro de 2002.
Disputado sob forte calor e umidade, com as temperaturas matinais acima de 30°C, o que causou a desistência de dúzias de atletas nas provas da maratona e da marcha atlética, esta edição não viu a quebra de nenhum recorde mundial e apenas dois novos recordes do campeonato foram estabelecidos.  O Japão, país anfitrião, ganhou apenas uma medalha de bronze, no último dia, na maratona feminina. O fracasso da delegação japonesa na competição foi uma das causas da baixa assistência no estádio, junto com o calor e o preço dos ingressos; com um total de 47 mil lugares, o estádio tinha um terço de suas cadeiras vazias na noite da final dos 100 metros rasos, considerada a mais popular prova do atletismo. Os países lusófonos ganharam apenas duas medalhas e na mesma prova, o salto triplo masculino: Nélson Évora de Portugal ficou com o ouro e Jadel Gregório do Brasil com a prata.
A IAAF continuou a aumentar sua batalha contra o doping no atletismo e pela primeira mais de 1000 testes foram realizados.  Antes do torneio, o ex-campeão olímpico e mundial norte-americano Edwin Moses havia demonstrado de público seu receio de que o doping se tornasse comum no atletismo e que todo atleta medalhista acabaria sendo descoberto como consumidor de substâncias proibidas. De todos os testes feitos, apenas um, de um barreirista francês, acusou altos níveis de testosterona, e sendo o teste de antes do campeonato e durante um período de treinamento, a Associação declarou o evento "livre de drogas".

## Local
As competições foram realizadas no estádio Nagai, assim como a largada e a chegada da maratona e da marcha atlética. Com capacidade para 47 mil espectadores sentados, ele foi inaugurado em 1964 – e modernizado para o campeonato em 2007 – e seu primeiro evento foi um jogo de futebol dos Jogos Olímpicos de Tóquio 1964. Utilizado através dos anos para vários meetings de atletismo, durante muitos anos foi ponto de partida e chegada da Maratona Feminina de Osaka, disputada anualmente e uma das mais tradicionais do circuito internacional. 

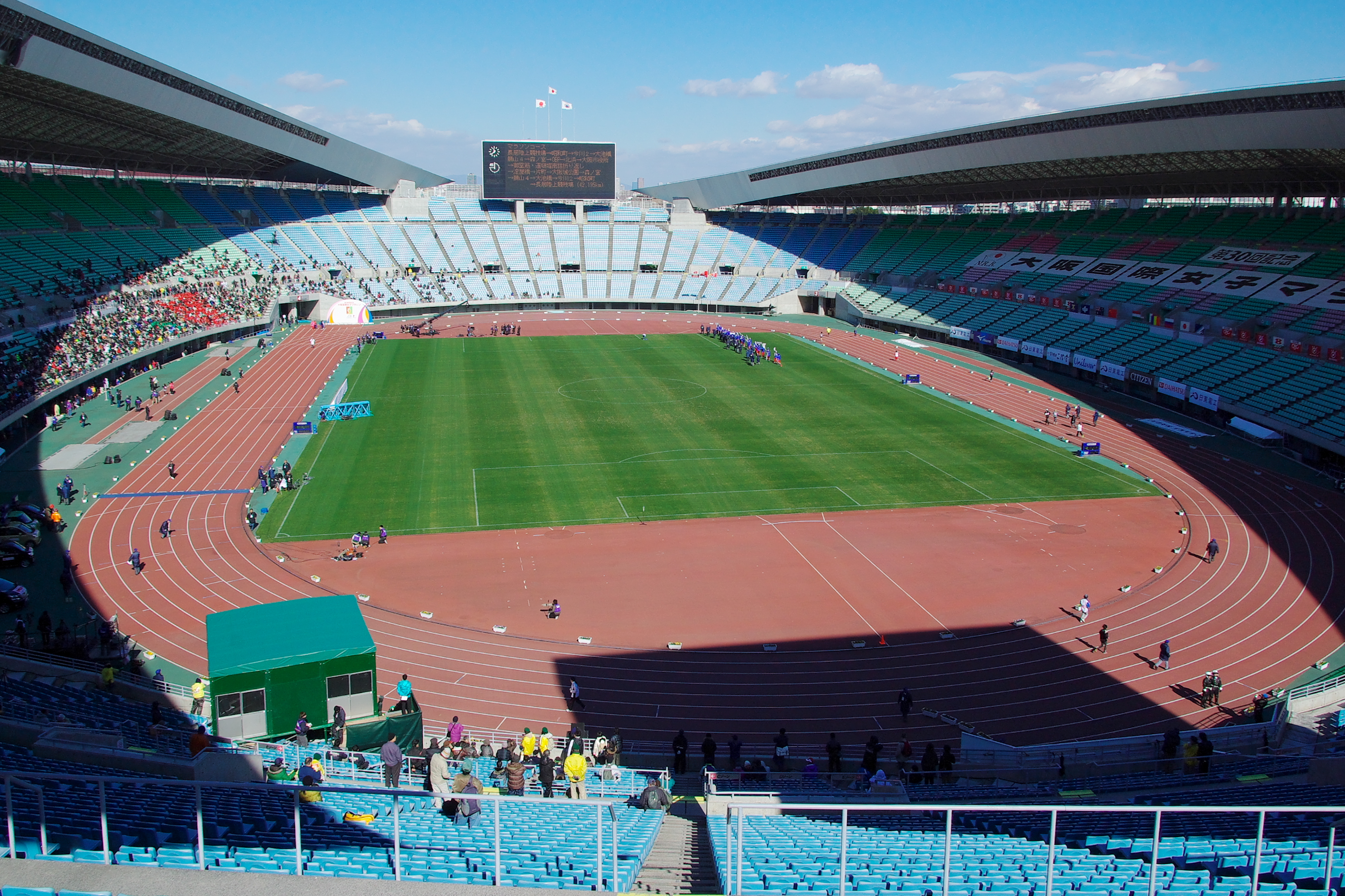
Visão interna do estádio.

## Recordes
Dois novos recordes do campeonato foram estabelecidos nesta edição.
| Recorde               | Modalidade           | Atleta             | País           | Marca   | Anterior                 |
| Recorde do campeonato | 200 m                | Tyson Gay          | Estados Unidos | 19.76   | 19.79 – Gotemburgo 1995  |
| Recorde do campeonato | 3000 m c/ obstáculos | Yekaterina Volkova | Rússia         | 9:06.57 | 9:18.24 – Helsinque 2005 |

## Quadro de medalhas
| Posição | País                 | Ouro | Prata | Bronze | Total |
| 1       | Estados Unidos       | 14   | 5     | 7      | 26    |
| 2       | Quênia               | 5    | 3     | 5      | 13    |
| 3       | Rússia               | 4    | 7     | 3      | 14    |
| 4       | Etiópia              | 3    | 1     |        | 4     |
| 5       | Alemanha             | 2    | 3     | 2      | 7     |
| 6       | República Tcheca     | 2    | 1     |        | 3     |
| 7       | Austrália            | 2    |       |        | 2     |
| 8       | Jamaica              | 1    | 6     | 3      | 10    |
| 9       | Bahamas              | 1    | 2     |        | 3     |
| 9       | Cuba                 | 1    | 2     |        | 3     |
| 11      | Grã-Bretanha         | 1    | 1     | 4      | 6     |
| 12      | China                | 1    | 1     | 2      | 4     |
| 13      | Bahrein              | 1    | 1     |        | 2     |
| 14      | Bielorrússia         | 1    |       |        | 1     |
| 14      | Croácia              | 1    |       |        | 1     |
| 14      | Equador              | 1    |       |        | 1     |
| 14      | Estônia              | 1    |       |        | 1     |
| 14      | Finlândia            | 1    |       |        | 1     |
| 14      | Nova Zelândia        | 1    |       |        | 1     |
| 14      | Panamá               | 1    |       |        | 1     |
| 14      | Portugal             | 1    |       |        | 1     |
| 14      | Suécia               | 1    |       |        | 1     |
| 23      | Itália               |      | 2     | 1      | 3     |
| 24      | Canadá               |      | 2     |        | 2     |
| 24      | França               |      | 2     |        | 2     |
| 24      | Ucrânia              |      | 2     |        | 2     |
| 27      | Espanha              |      | 1     | 2      | 3     |
| 28      | Eslovênia            |      | 1     | 1      | 2     |
| 29      | Brasil               |      | 1     |        | 1     |
| 29      | Marrocos             |      | 1     |        | 1     |
| 29      | Noruega              |      | 1     |        | 1     |
| 29      | Qatar                |      | 1     |        | 1     |
| 29      | República Dominicana |      | 1     |        | 1     |
| 34      | Polônia              |      |       | 3      | 3     |
| 35      | Países Baixos        |      |       | 2      | 2     |
| 36      | Bélgica              |      |       | 1      | 1     |
| 36      | Bulgária             |      |       | 1      | 1     |
| 36      | Cazaquistão          |      |       | 1      | 1     |
| 36      | Chipre               |      |       | 1      | 1     |
| 36      | Eslováquia           |      |       | 1      | 1     |
| 36      | Japão                |      |       | 1      | 1     |
| 36      | Romênia              |      |       | 1      | 1     |
| 36      | Sri Lanka            |      |       | 1      | 1     |
| 36      | Suíça                |      |       | 1      | 1     |
| 36      | Tunísia              |      |       | 1      | 1     |
| 36      | Uganda               |      |       | 1      | 1     |

## Medalhistas

### Masculino
| Evento                         | Ouro                                                                                  | Ouro     | Prata                                                                    | Prata    | Bronze                                                                                    | Bronze   |
| 100 m detalhes                 | Tyson Gay · Estados Unidos                                                            | 9.85     | Derrick Atkins · Bahamas                                                 | 9.91     | Asafa Powell · Jamaica                                                                    | 9.96     |
| 200 m detalhes                 | Tyson Gay · Estados Unidos                                                            | 19.76    | Usain Bolt · Jamaica                                                     | 19.91    | Wallace Spearmon · Estados Unidos                                                         | 20.05    |
| 400 m detalhes                 | Jeremy Wariner · Estados Unidos                                                       | 43.45    | LaShawn Merritt · Estados Unidos                                         | 43.96    | Angelo Taylor · Estados Unidos                                                            | 44.32    |
| 800 m detalhes                 | Alfred Kirwa Yego · Quênia                                                            | 1:47.09  | Gary Reed · Canadá                                                       | 1:47.10  | Yuriy Borzakovskiy · Rússia                                                               | 1:47.39  |
| 1500 m detalhes                | Bernard Lagat · Estados Unidos                                                        | 3:34.77  | Rashid Ramzi · Bahrein                                                   | 3:35.00  | Shedrack Kibet Korir · Quênia                                                             | 3:35.04  |
| 5000 m detalhes                | Bernard Lagat · Estados Unidos                                                        | 13:45.87 | Eliud Kipchoge · Quênia                                                  | 13:46.00 | Moses Kipsiro · Uganda                                                                    | 13:46.75 |
| 10000 m detalhes               | Kenenisa Bekele · Etiópia                                                             | 27:05.90 | Sileshi Sihine · Etiópia                                                 | 27:09.03 | Martin Mathathi · Quênia                                                                  | 27:12.17 |
| Maratona detalhes              | Luke Kibet · Quênia                                                                   | 2:15.59  | Mubarak Hassan Shami Qatar                                               | 2:17.18  | Viktor Röthlin · Suíça                                                                    | 2:17.25  |
| 110 m c/ barreiras detalhes    | Liu Xiang · China                                                                     | 12.95    | Terrence Trammell · Estados Unidos                                       | 12.99    | David Payne · Estados Unidos                                                              | 13.02    |
| 400 m c/ barreiras detalhes    | Kerron Clement · Estados Unidos                                                       | 47.61    | Félix Sánchez · República Dominicana                                     | 48.01    | Marek Plawgo Polônia                                                                      | 48.12    |
| 3000 m c/ obstáculos detalhes  | Brimin Kipruto · Quênia                                                               | 8:13.82  | Ezekiel Kemboi · Quênia                                                  | 8:16.94  | Richard Kipkemboi · Quênia                                                                | 8:17.59  |
| Marcha 20 km detalhes          | Jefferson Pérez · Equador                                                             | 1:22.20  | Paquillo Fernández · Espanha                                             | 1:22:40  | Hatem Ghoula · Tunísia                                                                    | 1:22:40  |
| Marcha 50 km detalhes          | Nathan Deakes · Austrália                                                             | 3:43.53  | Yohann Diniz · França                                                    | 3:44.22  | Alex Schwazer · Itália                                                                    | 3:44.38  |
| 4x100 m detalhes               | Estados Unidos · Darvis Patton · Wallace Spearmon · Tyson Gay · Leroy Dixon           | 37.78    | Jamaica · Marvin Anderson · Usain Bolt · Nesta Carter · Asafa Powell     | 37.89    | Grã-Bretanha · Christian Malcolm · Craig Pickering · Marlon Devonish · Mark Lewis-Francis | 37.90    |
| 4x400 m detalhes               | Estados Unidos · LaShawn Merritt · Angelo Taylor · Darold Williamson · Jeremy Wariner | 2:55.56  | Bahamas · Avard Moncur · Micheal Mathieu · Andrae Williams · Chris Brown | 2:59.18  | Polônia Marek Plawgo Daniel Dąbrowski Marcin Marciniszyn Kacper Kozłowski                 | 3:00:05  |
| Salto com vara detalhes        | Brad Walker · Estados Unidos                                                          | 5,86 m   | Romain Mesnil · França                                                   | 5,86 m   | Danny Ecker · França                                                                      | 5,81 m   |
| Salto em distância detalhes    | Irving Saladino · Panamá                                                              | 8,57 m   | Andrew Howe · Itália                                                     | 8,47 m   | Dwight Phillips · Finlândia                                                               | 8,30 m   |
| Salto triplo detalhes          | Nelson Évora · Portugal                                                               | 17,74 m  | Jadel Gregório · Brasil                                                  | 17,59 m  | Walter Davis · Estados Unidos                                                             | 17,33 m  |
| Salto em altura detalhes       | Donald Thomas · Bahamas                                                               | 2,35 m   | Yaroslav Rybakov · Rússia                                                | 2,35 m   | Kyriakos Ioannou · Chipre                                                                 | 2,35 m   |
| Arremesso de peso detalhes     | Reese Hoffa · Estados Unidos                                                          | 22,04 m  | Adam Nelson · Estados Unidos                                             | 21,61 m  | Andrei Mikhnevich · Bielorrússia                                                          | 21,27 m  |
| Lançamento de disco detalhes   | Gerd Kanter Estônia                                                                   | 68,94 m  | Robert Harting · Alemanha                                                | 66,68 m  | Rutger Smith · Países Baixos                                                              | 66,42 m  |
| Lançamento de martelo detalhes | Ivan Tsikhan · Bielorrússia                                                           | 83,63 m  | Primož Kozmus · Eslovênia                                                | 82,29 m  | Libor Charfreitag · Eslováquia                                                            | 81,60 m  |
| Lançamento de dardo detalhes   | Tero Pitkämäki · Finlândia                                                            | 90,33 m  | Andreas Thorkildsen · Noruega                                            | 88,61 m  | Breaux Greer · Estados Unidos                                                             | 86,21 m  |
| Decatlo detalhes               | Roman Šebrle República Tcheca                                                         | 8676 pts | Maurice Smith · Jamaica                                                  | 8644 pts | Dmitriy Karpov · Cazaquistão                                                              | 8586 pts |

### Feminino
| Evento                         | Ouro                                                                             | Ouro     | Prata                                                                               | Prata    | Bronze                                                                             | Bronze   |
| 100 m detalhes                 | Veronica Campbell · Jamaica                                                      | 11.01    | Lauryn Williams · Estados Unidos                                                    | 11.01    | Carmelita Jeter · Estados Unidos                                                   | 11.02    |
| 200 m detalhes                 | Allyson Felix · Estados Unidos                                                   | 21.81    | Veronica Campbell · Jamaica                                                         | 22.34    | Susanthika Jayasinghe · Sri Lanka                                                  | 22.63    |
| 400 m detalhes                 | Christine Ohuruogu · Grã-Bretanha                                                | 49.61    | Nicola Sanders · Grã-Bretanha                                                       | 49.65    | Novlene Williams · Jamaica                                                         | 49.66    |
| 800 m detalhes                 | Janeth Jepkosgei · Quênia                                                        | 1:56.04  | Hasna Benhassi · Marrocos                                                           | 1:56.99  | Mayte Martínez · Espanha                                                           | 1:57.62  |
| 1500 m detalhes                | Maryam Yusuf Jamal · Bahrein                                                     | 3:58.75  | Iryna Lishchynska · Ucrânia                                                         | 4:00.69  | Daniela Yordanova · Bulgária                                                       | 4:00.82  |
| 5000 m detalhes                | Meseret Defar · Etiópia                                                          | 14:57.91 | Vivian Cheruiyot · Quênia                                                           | 14:58.50 | Priscah Cherono · Quênia                                                           | 14:59.21 |
| 10000 m detalhes               | Tirunesh Dibaba · Etiópia                                                        | 31:55.4  | Elvan Abeylegesse · Turquia                                                         | 31:59.4  | Kara Goucher · Estados Unidos                                                      | 32:02.0  |
| Maratona detalhes              | Catherine Ndereba · Quênia                                                       | 2:30.37  | Zhou Chunxiu · China                                                                | 2:30.45  | Reiko Tosa · Japão                                                                 | 2:30.55  |
| 100 m c/ barreiras detalhes    | Michelle Perry · Estados Unidos                                                  | 12.95    | Perdita Felicien · Canadá                                                           | 12.99    | Delloreen Ennis-London · Jamaica                                                   | 13.02    |
| 400 m c/ barreiras detalhes    | Jana Rawlinson · Austrália                                                       | 53.31    | Yuliya Pechenkina · Rússia                                                          | 53.50    | Anna Jesień Polônia                                                                | 53.92    |
| 3000 m c/ obstáculos detalhes  | Yekaterina Volkova · Rússia                                                      | 9:06.57  | Tatyana Petrova · Rússia                                                            | 9:09.19  | Eunice Jepkorir · Quênia                                                           | 9:20.09  |
| Marcha 20 km detalhes          | Olga Kaniskina · Rússia                                                          | 1:30.09  | Tatyana Shemyakina · Rússia                                                         | 1:30.42  | María Vasco · Espanha                                                              | 1:30.47  |
| 4x100 m detalhes               | Estados Unidos · Lauryn Williams · Allyson Felix · Mikele Barber · Torri Edwards | 41.98    | Jamaica · Sheri-Ann Brooks · Kerron Stewart · Simone Facey · Veronica Campbell      | 42.01    | Bélgica · Olivia Borlée · Hanna Mariën · Élodie Ouédraogo · Kim Gevaert            | 42.75    |
| 4x400 m detalhes               | Estados Unidos · DeeDee Trotter · Allyson Felix · Mary Wineberg · Sanya Richards | 3:18.55  | Jamaica · Shericka Williams · Shereefa Lloyd · Davita Prendagast · Novlene Williams | 3:19.73  | Grã-Bretanha · Christine Ohuruogu · Marilyn Okoro · Lee McConnell · Nicola Sanders | 3:20.04  |
| Salto com vara detalhes        | Yelena Isinbayeva · Rússia                                                       | 4,80 m   | Kateřina Baďurová República Tcheca                                                  | 4,75 m   | Svetlana Feofanova · Rússia                                                        | 4,75 m   |
| Salto em distância detalhes    | Tatyana Lebedeva · Rússia                                                        | 7,03 m   | Lyudmila Kolchanova · Rússia                                                        | 6,92 m   | Tatyana Kotova · Rússia                                                            | 6,90 m   |
| Salto triplo detalhes          | Yargeris Savigne · Cuba                                                          | 15,28 m  | Tatyana Lebedeva · Rússia                                                           | 15,07 m  | Marija Šestak · Eslovênia                                                          | 14,72 m  |
| Salto em altura 1 detalhes     | Blanka Vlašic · Croácia                                                          | 2,05 m   | Anna Chicherova · RússiaAntonietta Di Martino · Itália                              | 2,03 m   | –                                                                                  |          |
| Arremesso de peso 2 detalhes   | Valerie Vili · Nova Zelândia                                                     | 20,54 m  | Nadine Kleinert · Alemanha                                                          | 19,77 m  | Li Ling · China                                                                    | 19,38 m  |
| Lançamento de disco detalhes   | Franka Dietzsch · Alemanha                                                       | 66,61 m  | Yarelis Barrios · Cuba                                                              | 63,90 m  | Nicoleta Grasu Romênia                                                             | 63,40 m  |
| Lançamento de martelo detalhes | Betty Heidler · Alemanha                                                         | 74,76 m  | Yipsi Moreno · Cuba                                                                 | 74,74 m  | Zhang Wenxiu · China                                                               | 74,39 m  |
| Lançamento de dardo detalhes   | Barbora Špotáková República Tcheca                                               | 67,07 m  | Christina Obergföll · Alemanha                                                      | 66,46 m  | Steffi Nerius · Alemanha                                                           | 64,42 m  |
| Heptatlo detalhes              | Carolina Klüft · Suécia                                                          | 7032 pts | Lyudmila Blonska · Ucrânia                                                          | 6832 pts | Kelly Sotherton · Grã-Bretanha                                                     | 8586 pts |

1 -  A russa Chicherova e a italiana Di Martino empataram na altura máxima saltada e também no número de tentativas para saltar as distâncias inferiores. As duas ganharam a prata e nenhum bronze foi outorgado. Na época não havia desempate e só 3 medalhas eram outorgadas.

2 -  Originalmente a bielorrussa Nadzeya Ostapchuk ficou com a medalha de prata com 20,48 m. Em 2012, testes posteriores de suas amostras a desqualificaram, retiraram suas medalhas e a baniram do esporte. 

## Galeria

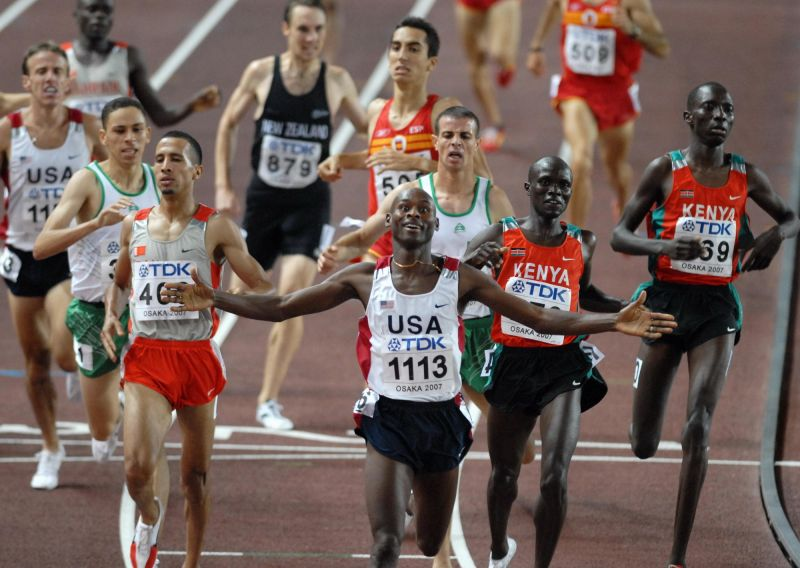
A chegada dos 1500 m. O americano Bernard Lagat foi o primeiro a vencer os 1500 m e os 5000 m numa mesma edição de Campeonato Mundial.
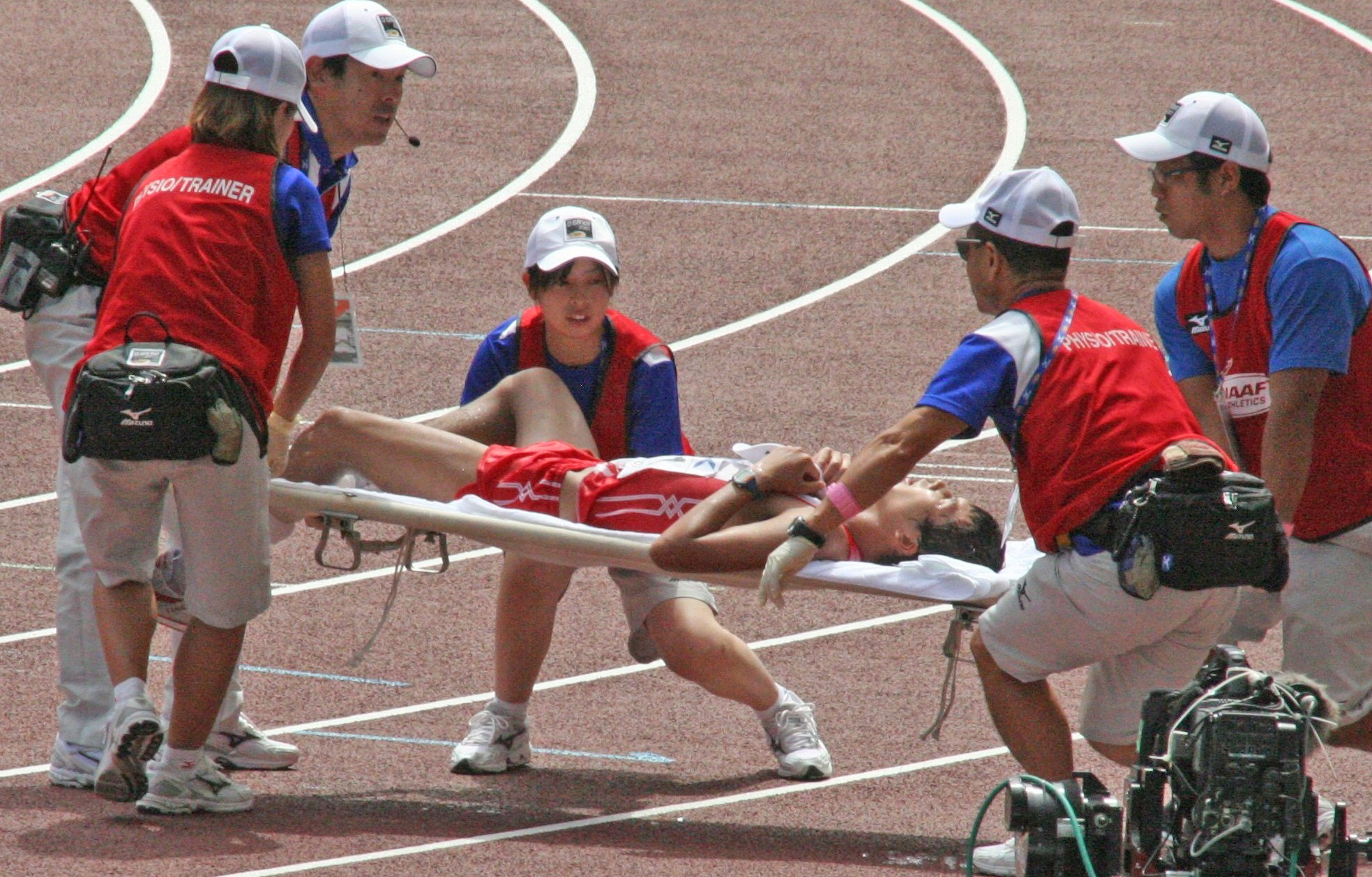
Fiscais e paramédicos retiram atleta desmaiado após a marcha de 50 km. O forte calor causou grandes baixas entre os atletas.
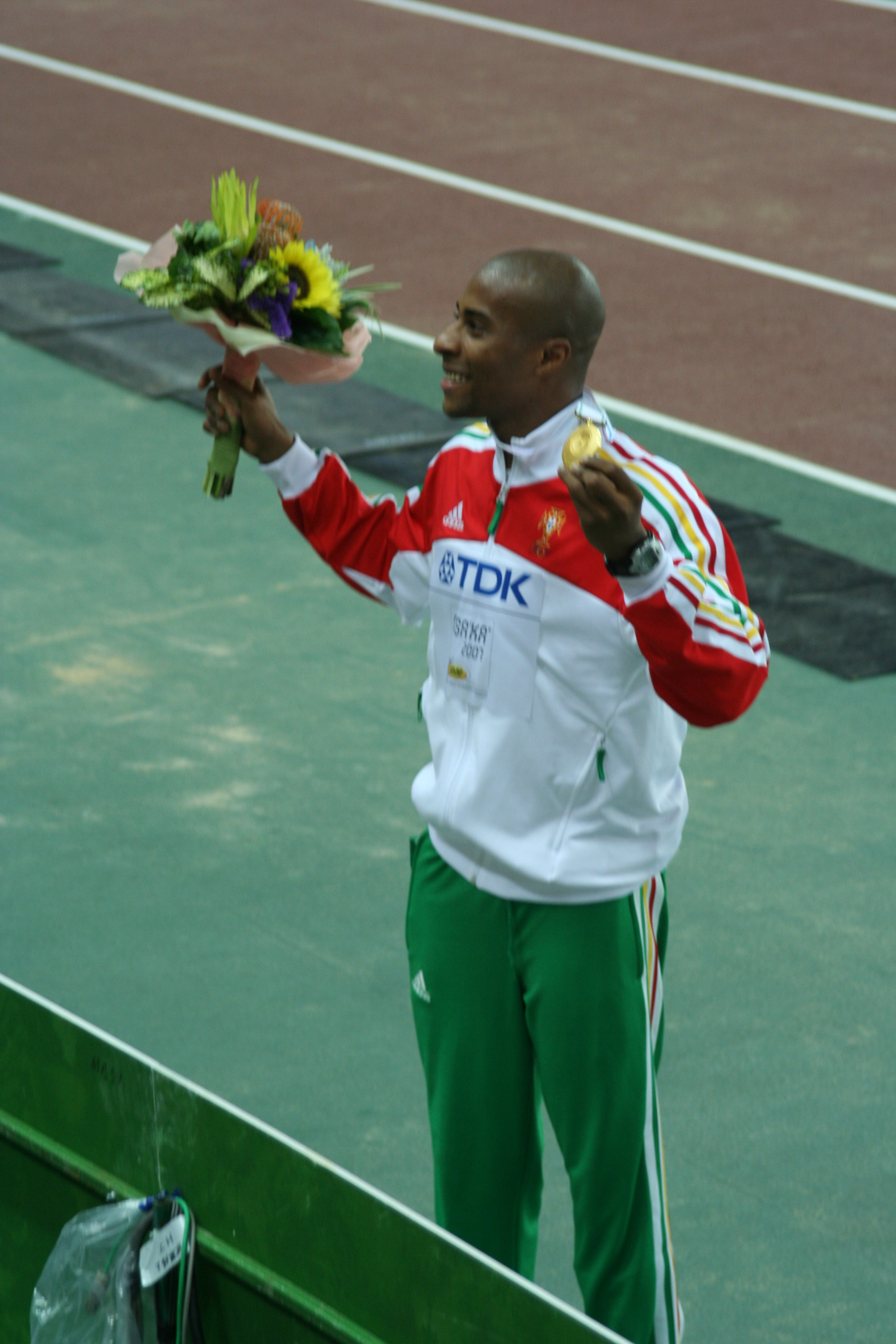
O português Nélson Évora comemora o ouro no salto triplo.
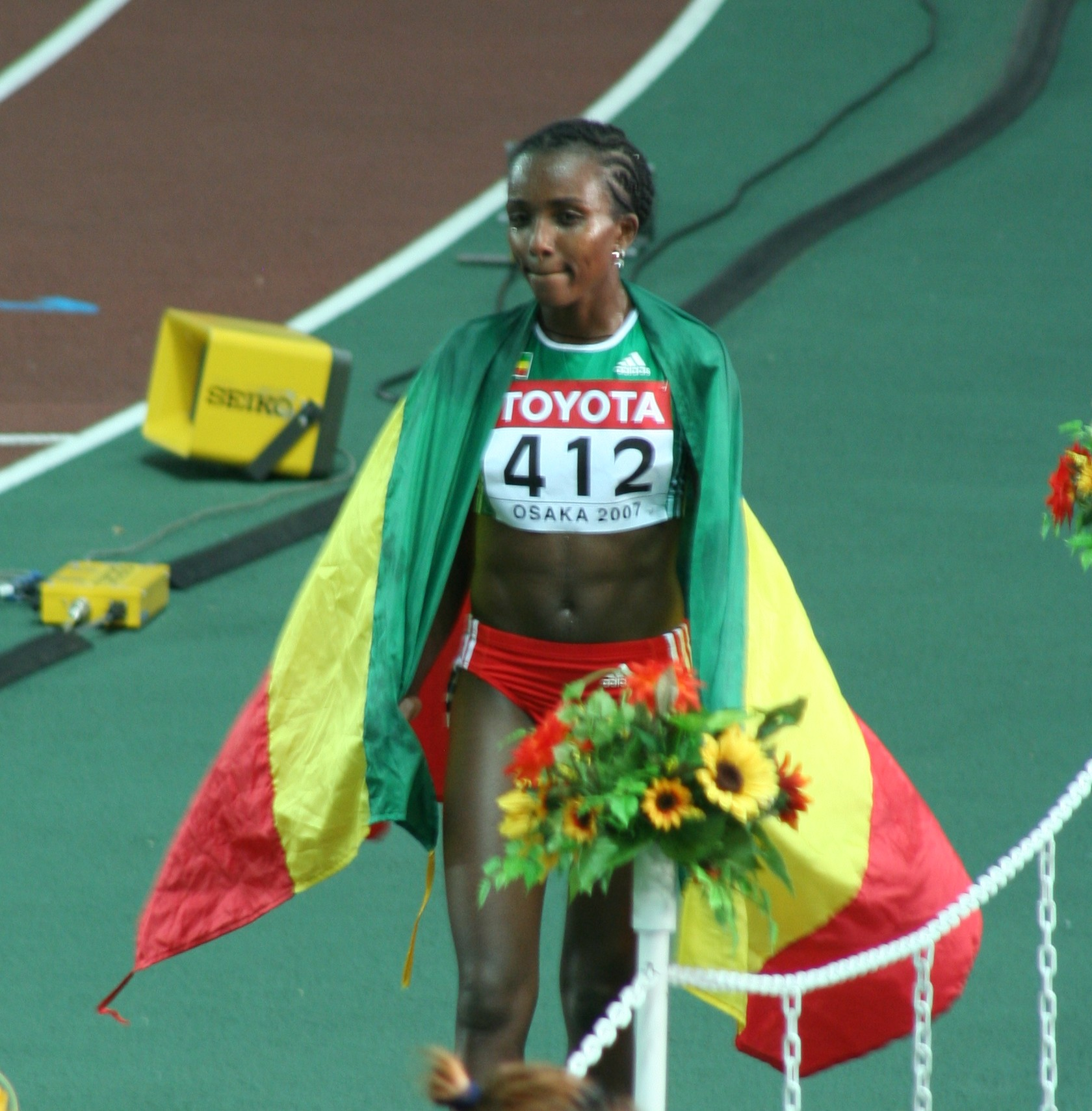
A etíope Tirunesh Dibaba, bicampeã mundial dos 10000 metros em Osaka.
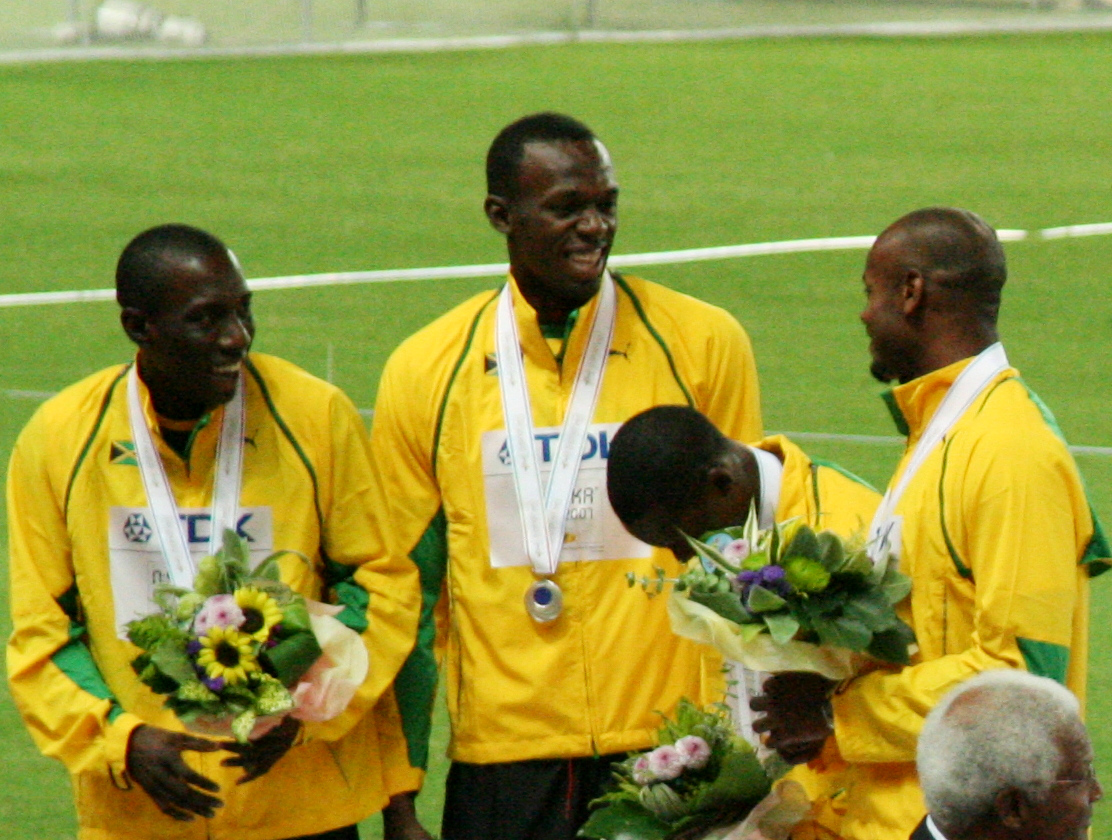
O 4x100 m da Jamaica comemora a prata no pódio, antes do início do domínio completo de Usain Bolt e dos jamaicanos nas provas de velocidade, a partir do ano seguinte nos Jogos de Pequim 2008.
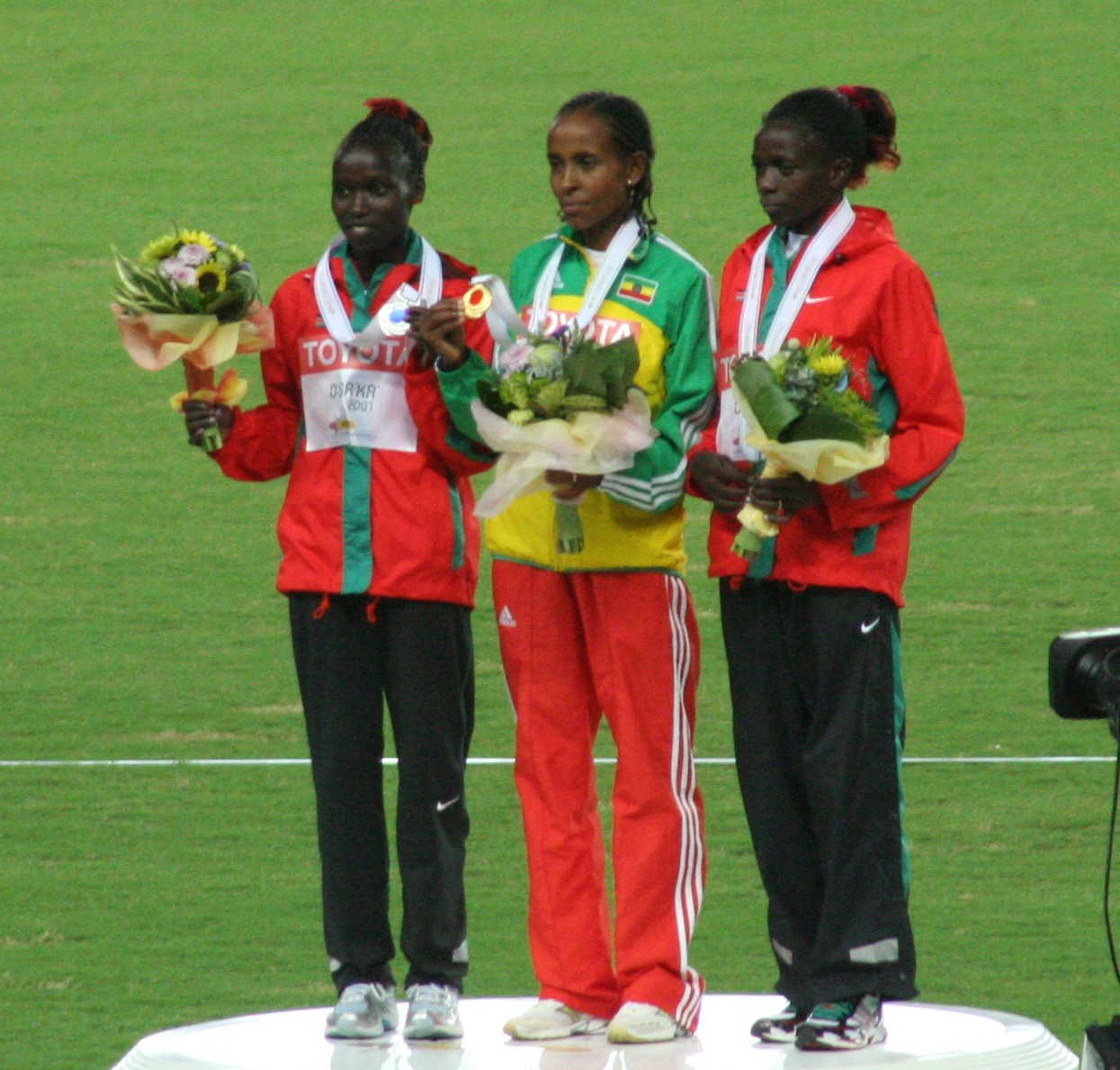
O pódio dos 5000 metros femininos com a campeã Meseret Defar ao centro.
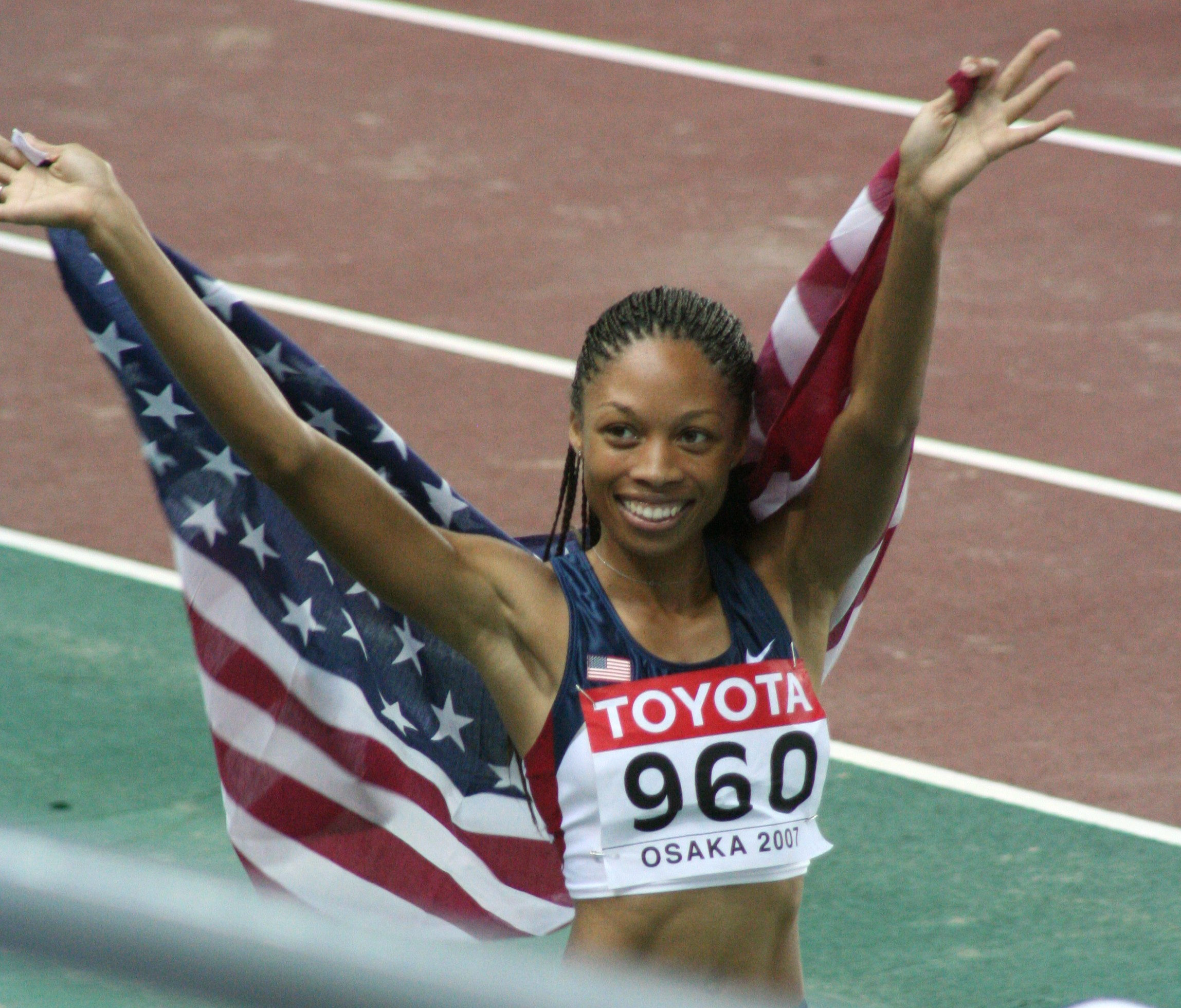
Allyson Felix após vencer os 200 m rasos.
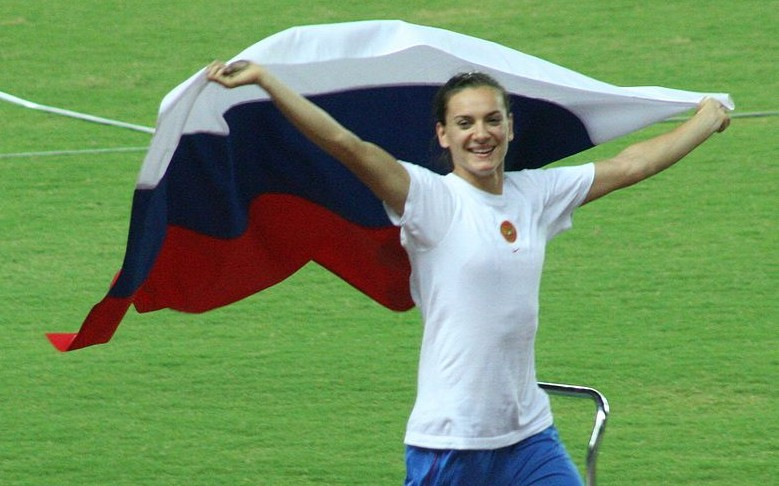
Yelena Isinbayeva celebra o bicampeonato mundial no salto com vara.